# Curling Club Tre Cime
Il Curling Club Tre Cime è l'associazione sportiva di questa disciplina nata dalla fusione di tutti i curling club di Auronzo di Cadore A questo club vengono riconosciuti tutti i titoli vinti dai club di curling fusi assieme, e precisamente 3 scudetti maschili vinti dal Curling Club Auros e 4 scudetti femminili vinti dal Curling Club Auronzo. Il CC Tre Cime è associato all'Unione Sportiva Tre Cime (US Tre Cime), che rappresenta tutti gli atleti degli sport del ghiaccio di Auronzo di Cadore. La squadra del CC Tre Cime (alias CC Auros) ha rappresentato la nazionale italiana per 6 anni dal 1993 al 1999. L'olimpionico Gianpaolo Zandegiacomo, è nato dal punto di vista sportivo con il CC Tre Cime, dove ha giocato fino al 2007 per poi passare al Curling Club Dolomiti dove gioca tuttora.

## Albo d'Oro
- 1992 - Titolo Italiano Femminile
- 1993 - Titolo Italiano Maschile e Femminile
- 1994 - Titolo Italiano Femminile
- 1995 - Titolo Italiano Maschile e Femminile
- 1996 - Titolo Italiano Maschile